# 中美战略对话
中美战略对话是中华人民共和国和美國为加强两国在经贸、反恐、朝核等重要领域的磋商、合作与协调而形成的一种机制。2009年后由中美战略与经济对话取代。

## 历史
- 2005年8月1日，首次对话在北京举行，中国外交部副部长戴秉国与美国常务副国务卿罗伯特·佐利克主持。这是中美建交以来双方首次举行此类高层定期对话。
- 2005年12月，第二次对话在华盛顿举行，仍由戴秉国与佐利克主持。
- 2006年11月，第三次对话于在北京举行，外交部副部长杨洁篪与美国负责政治事务的副国务卿尼古拉斯·伯恩斯主持这一对话。
- 2007年6月，中国外交部副部长戴秉国与美国常务副国务卿约翰·内格罗蓬特在华盛顿主持为期两天的第四次对话。
- 2008年1月17日，第五次对话在贵阳开始，由中国外交部副部长戴秉国及美国副国务卿约翰·内格罗蓬特主持。中国国防部外事办公室副主任丁进攻少将参加此次对话，这是中国军方首次参加对话。[1]

## 外部連結
- 背景资料：中美战略对话（页面存档备份，存于）
- 中美举行首次战略对话（页面存档备份，存于）
- 中美第二次战略对话：戴秉国佐利克谈经贸安全等 Archive.today的存檔，存档日期2013-04-28
- 中美举行第三次战略对话（页面存档备份，存于）